# مارين جنسن
مارين جنسن (بالإنجليزية: Maren Jensen) هي عارضة وممثلة أمريكية، ولدت في 23 سبتمبر 1956 بأركاديا في الولايات المتحدة.

## وصلات خارجية
- مارين جنسن على موقع IMDb (الإنجليزية)
- مارين جنسن على موقع ميوزك برينز (الإنجليزية)
- مارين جنسن على موقع أول موفي (الإنجليزية)
- مارين جنسن على موقع قاعدة بيانات الأفلام السويدية (السويدية)
- مارين جنسن على موقع قاعدة بيانات الفيلم (الإنجليزية)